# Benefiziatenhaus (Lauingen)

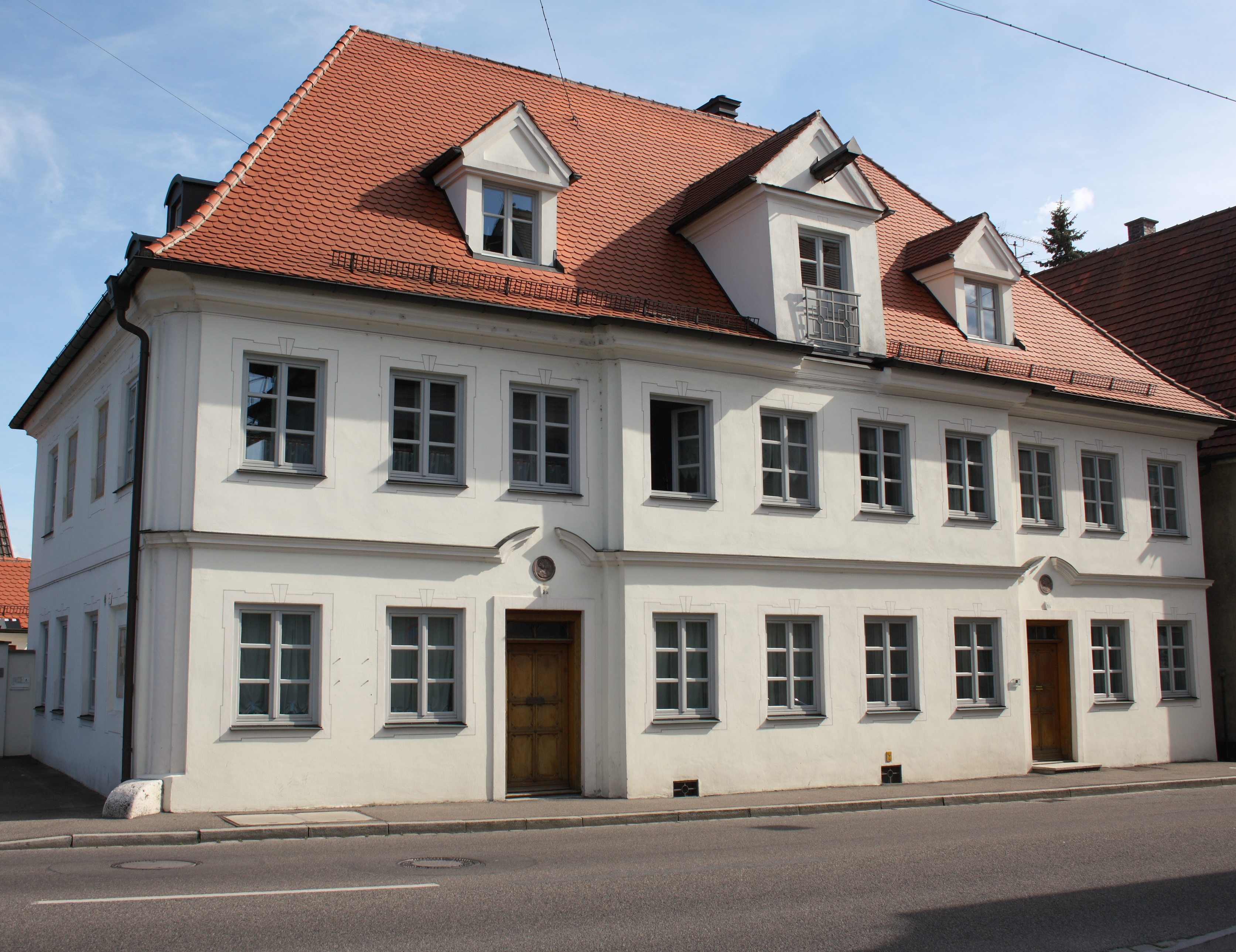
Straßenfront des Hauses

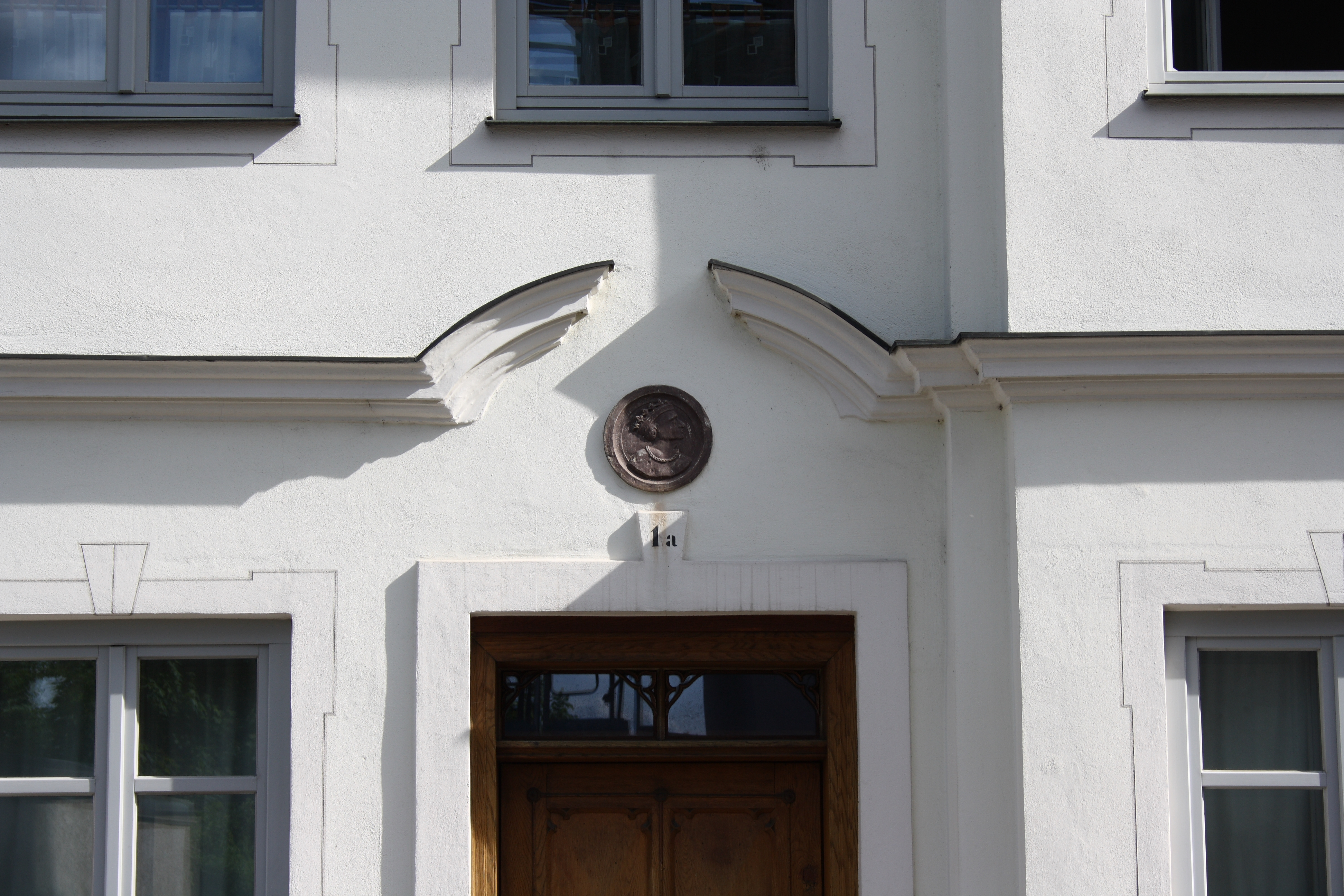
Medaillon über dem Portal

Das ehemalige Benefiziatenhaus in Lauingen, einer Stadt im schwäbischen Landkreis Dillingen an der Donau, wurde 1786 errichtet. Das Haus an der Herzog-Georg-Straße 1a/1b ist ein geschütztes Baudenkmal.

## Beschreibung
Das Haus wurde ursprünglich für Benefiziaten des St. Andreas-Benefiziums gebaut. Es entstand 1786 nach den Plänen des Stadtbaumeisters Johann Georg Launer. Das zweigeschossige Haus mit Walmdach besitzt zehn zu vier Fensterachsen. An der Straßenfront erstreckt sich über die vier mittleren Achsen ein Risalit. Darüber befindet sich eine große Aufzugsgaube mit Dreiecksgiebel, rechteckiger Ladeluke und Aufzugbalken. Die Ecken des Hauses sind gestuft und gerundet. Die Geschosstrennung erfolgt an der Langseite durch ein Profilgesims, das an den zwei Türen in Segmenten hochgezogen ist. Die Türen besitzen Oberlichter aus dem 19. Jahrhundert und darüber in Kreismedaillons den Mohrenkopf aus dem Lauinger Wappen.